# Markéta Medicejská
Markéta Medicejská (31. května 1612 Palác Pitti, Florencie – 6. února 1679 Parma) byla toskánská princezna a po sňatku s Eduardem Parmským se stala vévodkyní z Parmy a Piacenzy. Markéta vládla v roce 1635 jako regentka Piacenzy a po smrti manžela od roku 1646 jako regentka celého vévodství.

## Rodina
Narodila se jako čtvrté z osmi dětí Cosima II. Medicejského a jeho manželky Marie Magdaleny Habsburské.
Markétinými sourozenci byli například: velkovévoda Ferdinand II. Medicejský, kardinál Gian Karel Medicejský, kardinál Leopold Medicejský a Anna Medicejská, manželka Ferdinanda Karla Tyrolského.
Jejími prarodiči byli Ferdinand I. Medicejský a Kristina Lotrinská. Ferdinand byl synem Cosima I. Medicejského a Eleonory Toledské. Z matčiny strany byla Markéta vnučnou Karla II. Štýrského a Marie Anny Bavorské. Ti oba byli potomky Ferdinanda I. Habsburského a Anny Jagellonské. Markéta byla tedy potomkem císařů Svaté říše římské.

## Život
V roce 1620 byla zasnoubena s parmským vévodou Eduardem Parmským. Svatba se uskutečnila v roce 1628. Tento sňatek si velmi přál Eduardův otec Ranuccio, který v něm viděl posílení spojenectví mezi Parmským vévodstvím a Toskánským velkovévodstvím, přesněji tedy s vládnoucím rodem Medicejů.
Svatba se konala ve Florencii 11. října 1628. Svatební oslavy byly doprovázeny velkou podívanou a okázalostí, včetně představení Gaglianovy opery La Flora, složené zvláště k této příležitosti. K uvítání páru zpět v Parmě byla v divadle Farnese provedena opera Merkur a Mars, s hudbou Claudia Monteverdiho a textem Claudia Achilliniho.
Roky, během nichž vládl pár v Parmě, byly poznamenány morem a protikladem mezi nádherou v jaké žil dvůr a daňovým zatížením, jemuž podrobovali své poddané. Peníze z daní byly využity ke zlepšení Eduardovy armády. Vévoda také uplatňoval pro-francouzskou politiku.
Podle portrétů a jiných pramenů z té doby byla Markéta krásná, přívětivá, vzdělaná žena. Na rozdíl od svých předchůdců byl vévoda věrným manželem a v žádných zdrojích se neuvádí, že by měl nemanželské potomky.
Dne 11. září 1646 Eduard zemřel. Jejich nejstarší syn Ranuccio ještě neměl věk na samostatnou vládu a tak za něj vládla matka jako regentka.
Markéta zemřela 6. února 1679 v Parmě.

## Potomci
- Caterina (*/† 2. října 1629)
- Ranuccio II Farnese (17. září 1630 – 11. prosince 1694), 6. vévoda z Parmy, Piacenzy a Castra,
⚭ 1660 Markéta Jolanda Savojská (15. listopadu 1635 – 29. dubna 1663)
⚭ 1663 Isabela d'Este (3. října 1635 – 21. srpna 1666)
⚭ 1667 Marie d'Este (8. prosince 1644 – 20. srpna 1684)
- Maria Maddalena (c.1633/1638–1693)
- Alexander (10. ledna 1635 – 18. února 1689), princ z Parmy, generál španělské armády a guvernér habsburského Nizozemska od roku 1678 do roku 1682, zemřel svobodný, ale měl několik nelegitimních potomků
- Orazio (24. ledna 1636 – 2. listopadu 1656)
- Caterina (3. září 1637 – 24. dubna 1684), karmelitánská jeptiška
- Pietro (4. dubna 1639 – 4. března 1677)
- Ottavio (5. ledna 1641 – 4. srpna 1641)

## Vývod z předků
|                    |                            |  |                 |                          |  |  |  |  |  |  |  | Ludvík Medicejský |
|                    |                            |  |                 |                          |  |  |  |  |  |  |  |                   |
|                    | Cosimo I. Medicejský       |  |                 |                          |  |  |  |  |  |  |  |                   |
|                    |                            |  |                 |                          |  |  |  |  |  |  |  |                   |
|                    |                            |  |                 | Marie Salviati           |  |  |  |  |  |  |  |                   |
|                    |                            |  |                 |                          |  |  |  |  |  |  |  |                   |
|                    | Ferdinand I. Medicejský    |  |                 |                          |  |  |  |  |  |  |  |                   |
|                    |                            |  |                 |                          |  |  |  |  |  |  |  |                   |
|                    |                            |  |                 | Pedro Álvarez Toledský   |  |  |  |  |  |  |  |                   |
|                    |                            |  |                 |                          |  |  |  |  |  |  |  |                   |
|                    | Eleonora Toledská          |  |                 |                          |  |  |  |  |  |  |  |                   |
|                    |                            |  |                 |                          |  |  |  |  |  |  |  |                   |
|                    |                            |  |                 | María Osorio             |  |  |  |  |  |  |  |                   |
|                    |                            |  |                 |                          |  |  |  |  |  |  |  |                   |
|                    | Cosimo II. Medicejský      |  |                 |                          |  |  |  |  |  |  |  |                   |
|                    |                            |  |                 |                          |  |  |  |  |  |  |  |                   |
|                    |                            |  |                 | František I. Lotrinský   |  |  |  |  |  |  |  |                   |
|                    |                            |  |                 |                          |  |  |  |  |  |  |  |                   |
|                    | Karel III. Lotrinský       |  |                 |                          |  |  |  |  |  |  |  |                   |
|                    |                            |  |                 |                          |  |  |  |  |  |  |  |                   |
|                    |                            |  |                 | Kristina Dánská          |  |  |  |  |  |  |  |                   |
|                    |                            |  |                 |                          |  |  |  |  |  |  |  |                   |
|                    | Kristina Lotrinská         |  |                 |                          |  |  |  |  |  |  |  |                   |
|                    |                            |  |                 |                          |  |  |  |  |  |  |  |                   |
|                    |                            |  |                 | Jindřich II. Francouzský |  |  |  |  |  |  |  |                   |
|                    |                            |  |                 |                          |  |  |  |  |  |  |  |                   |
|                    | Claude Francouzská         |  |                 |                          |  |  |  |  |  |  |  |                   |
|                    |                            |  |                 |                          |  |  |  |  |  |  |  |                   |
|                    |                            |  |                 | Kateřina Medicejská      |  |  |  |  |  |  |  |                   |
|                    |                            |  |                 |                          |  |  |  |  |  |  |  |                   |
| Markéta Medicejská |                            |  |                 |                          |  |  |  |  |  |  |  |                   |
|                    |                            |  |                 |                          |  |  |  |  |  |  |  |                   |
|                    |                            |  | Filip I. Sličný |                          |  |  |  |  |  |  |  |                   |
|                    |                            |  |                 |                          |  |  |  |  |  |  |  |                   |
|                    | Ferdinand I. Habsburský    |  |                 |                          |  |  |  |  |  |  |  |                   |
|                    |                            |  |                 |                          |  |  |  |  |  |  |  |                   |
|                    |                            |  |                 | Jana I. Kastilská        |  |  |  |  |  |  |  |                   |
|                    |                            |  |                 |                          |  |  |  |  |  |  |  |                   |
|                    | Karel II. Štýrský          |  |                 |                          |  |  |  |  |  |  |  |                   |
|                    |                            |  |                 |                          |  |  |  |  |  |  |  |                   |
|                    |                            |  |                 | Vladislav Jagellonský    |  |  |  |  |  |  |  |                   |
|                    |                            |  |                 |                          |  |  |  |  |  |  |  |                   |
|                    | Anna Jagellonská           |  |                 |                          |  |  |  |  |  |  |  |                   |
|                    |                            |  |                 |                          |  |  |  |  |  |  |  |                   |
|                    |                            |  |                 | Anna z Foix              |  |  |  |  |  |  |  |                   |
|                    |                            |  |                 |                          |  |  |  |  |  |  |  |                   |
|                    | Marie Magdalena Habsburská |  |                 |                          |  |  |  |  |  |  |  |                   |
|                    |                            |  |                 |                          |  |  |  |  |  |  |  |                   |
|                    |                            |  |                 | Vilém IV. Bavorský       |  |  |  |  |  |  |  |                   |
|                    |                            |  |                 |                          |  |  |  |  |  |  |  |                   |
|                    | Albrecht V. Bavorský       |  |                 |                          |  |  |  |  |  |  |  |                   |
|                    |                            |  |                 |                          |  |  |  |  |  |  |  |                   |
|                    |                            |  |                 | Jakobea z Badenu         |  |  |  |  |  |  |  |                   |
|                    |                            |  |                 |                          |  |  |  |  |  |  |  |                   |
|                    | Marie Anna Bavorská        |  |                 |                          |  |  |  |  |  |  |  |                   |
|                    |                            |  |                 |                          |  |  |  |  |  |  |  |                   |
|                    |                            |  |                 | Ferdinand I. Habsburský  |  |  |  |  |  |  |  |                   |
|                    |                            |  |                 |                          |  |  |  |  |  |  |  |                   |
|                    | Anna Habsburská            |  |                 |                          |  |  |  |  |  |  |  |                   |
|                    |                            |  |                 |                          |  |  |  |  |  |  |  |                   |
|                    |                            |  |                 | Anna Jagellonská         |  |  |  |  |  |  |  |                   |
|                    |                            |  |                 |                          |  |  |  |  |  |  |  |                   |

## Tituly a oslovení
- 31. května 1612 – 11. října 1628: Její Výsost Margherita de' Medici
- 11. října 1628 – 11. září 1646: Její Výsost parmská vévodkyně
- 11. září 1646 – 6. února 1679: Její Výsost parmská vévodkyně vdova